# Blues nơi đảo xanh
Blues nơi đảo xanh (tiếng Hàn: 우리들의 블루스; Romaja: Urideurui Beulluseu) là bộ phim truyền hình Hàn Quốc ra mắt năm 2022 với dàn diễn viên toàn sao gồm Lee Byung-hun, Shin Min-ah, Cha Seung-won, Lee Jung-eun, Uhm Jung-hwa, Han Ji-min, và Kim Woo-bin. Bộ phim xoay quanh câu chuyện tình yêu ngọt ngào và cay đắng, cuộc sống đầy những nốt thăng, trầm về những con người trên đảo Jeju.
Bộ phim được phát sóng trên đài tvN vào khung giờ 21:10 (KST) Thứ bảy và Chủ nhật. Đồng thời phim sẽ được phát sóng trên nền tảng dịch vụ xem phim trực tuyến Netflix.

## Diễn viên

### Vai chính
- Lee Byung-hun trong vai Lee Dong-seok
  - Ryu Hae-jun trong vai Lee Dong-seok thời niên thiếu[6]

Một chàng trai sinh ra và lớn lên ở vùng nông thôn của đảo Jeju. Anh bán tất cả các loại mặt hàng từ xe tải của mình để kiếm sống. Anh không có nhà riêng nên phụ thuộc rất nhiều vào chiếc xe tải vừa là cửa hàng vừa là nhà.
- Shin Min-a trong vai Min Seon-ah[7]
  - TBA trong vai Min Seon-ah thời niên thiếu

Một người mẹ đơn thân, với quá khứ bi thương đã tìm đến hòn đảo Jeju để quên đi những chuyện đau lòng trong quá khứ và làm việc cùng với Lee Dong-seok.
- Cha Seung-won trong vai Choi Han-soo
  - Kim Jae-won trong vai Choi Han-soo thời niên thiếu[8]

Một người đàn ông quyết định trở về quê hương sau thời gian dài định cư ở thành phố. Anh là giám đốc chi nhánh ngân hàng ở Pureung.  Anh lớn lên trong một gia đình nghèo và học đại học ở Seoul, anh đang cố gắng lo cho con gái đi du học golf. Anh là mối tình đầu của Jeong Eun-hee.
- Lee Jung-eun trong vai Jeong Eun-hee[9]
  - Shim Dal-gi trong vai Jeong Eun-hee thời niên thiếu[10]

Một chủ cửa hàng cá sống ở đảo Jeju, bất ngờ được đoàn tụ với mối tình đầu Choi Han Soo sau 30 năm.
- Uhm Jung-hwa trong vai Go Mi-ran

Một người phụ nữ trở quyết định trở về quê hương sau thời gian dài định cư ở thành phố vì cuộc sống khó khăn. Cô là bạn thân của Choi Han-soo và Jeong Eun-hee.
- Han Ji-min trong vai Lee Young-ok

Một haenyo vào ban ngày và điều hành một quán bar vào ban đêm. Nhìn bề ngoài, cô rất tươi sáng, dễ thương và dạn dĩ. Nhưng vì một lý do không rõ, cô ấy tránh trở nên quá thân thiết với những người khác. Vì điều này cô luôn bị bao vây bởi những tin đồn không tốt trong cộng đồng haenyo.
- Kim Woo-bin trong vai Park Jeong-joon

Một thuyền trưởng có trái tim ấm áp. Mặc dù mọi người dường như đang có xu hướng chuyển lên Seoul nhưng anh vẫn ở lại để bảo vệ đảo Jeju quê hương và gia đình của mình. Anh không tham lam bất cứ điều gì và cũng chẳng có mục tiêu cao cả, ước mơ của anh chỉ đơn giản là được sống ở Jeju với người phụ nữ anh yêu.

### Vai phụ
- Kim Hye-ja trong vai Kang Ok-dong, mẹ của Lee Dong-seok.[11]
- Go Doo-shim trong vai Hyeon Chun-hee, một người phụ nữ có tính cách nhẫn tâm đã làm việc hơn 60 năm.[11]
- Bae Hyun-sung trong vai Jung Hyun, một nam sinh trung học 18 tuổi sinh ra ở Jeju.[12]
- Roh Yoon-seo trong vai Bang Young-joo, một nữ sinh trung học sinh ra ở Jeju muốn trốn lên Seoul.[13]
- Park Ji-hwan trong vai Jung In-kwon, bố của Jung Hyun và là một thờ làm đá tại một mỏ dầu ở Jeju.[14]
- Choi Young-jun trong vai Bang Ho-sik, bố của Bang Young-joo và là một thờ làm đá tại một mỏ dầu ở Jeju.[15]
  - Kang Yi-seok trong vai Bang Ho-sik thời niên thiếu[16]
- Ki So-yu trong vai Son Eun-gi, cháu gái của Hyun Chun-hee.[14]

#### Khánh mời xuất hiện đặc biệt
- Kim Kwang-kyu trong vai Kim Myung-bo, giám đốc chi nhánh ngân hàng SS Pureung ở Jeju, bạn cùng lớp với Hansoo.[17]
- Cho Hye-jung trong vai bạn của Young-ok.[18]
- Jung Sung-il trong vai Kim Tae-hoon, chồng cũ của Min Sun-ah.[19]

## Sản xuất

### Phát triển
Bộ phim do Kim Gyu-tae đạo diễn và kịch bản được chấp bút bởi Noh Hee-kyung, do Studio Dragon sản xuất.
Mỗi tập phim sẽ kể về từng câu chuyện của nhân vật.

### Tuyển diễn viên
Vào ngày 20 tháng 4 năm 2021, có thông tin cho rằng Shin Min-ah và Kim Woo-bin đã được mời đóng chính trong bộ phim và cả 2 đều tích cực xem xét. Dàn diễn viên chính thức được công báo vào ngày 10 tháng 10 năm 2021. Bộ phim là sự trở lại của Kim Woo-bin sau 5 năm vóng bóng màn ảnh nhỏ, với bộ phim anh tham gia trước đó là Yêu không kiểm soát vào năm 2016.

### Quay phim
Quá trình quay phim diễn ra ở đảo Jeju sau khi công bố dàn diễn viên chính thức vào tháng 10 năm 2021. Bộ phim lấy bối cảnh chủ yếu ở đảo Jeju với hơn 70% cảnh quay.
Vào ngày 9 tháng 2 năm 2022, có thông tin cho rằng nam diễn viên Lee Byung-hun đã có kết quả xét nghiệm dương tình với COVID-19 và đang tự cách ly. Quá trình quay phim bị tạm hoãn kể từ ngày 7 tháng 2. Sau đó vào ngày 21 tháng 2, nam diễn viên Lee Byung-hun đã thông báo rằng anh đã có kết quả xét nghiệm âm tính với COVID-19.
Vào ngày 17 tháng 2, nữ diễn viên Han Ji-min xác nhận cô đã hoàn thành việc quay phim cho vai diễn của mình.
Vào ngày 27 tháng 3, nữ diễn viên Shin Min-a xác nhận cô đã hoàn thành việc quay phim cho vai diễn của mình.

## Nhạc phim

### Phần 1
| Phát hành vào 10 tháng 4 năm 2022 | Phát hành vào 10 tháng 4 năm 2022 | Phát hành vào 10 tháng 4 năm 2022 | Phát hành vào 10 tháng 4 năm 2022 | Phát hành vào 10 tháng 4 năm 2022 | Phát hành vào 10 tháng 4 năm 2022 |
| STT                               | Nhan đề                           | Phổ lời                           | Phổ nhạc                          | Nghệ sĩ                           | Thời lượng                        |
| --------------------------------- | --------------------------------- | --------------------------------- | --------------------------------- | --------------------------------- | --------------------------------- |
| 1.                                | "Whisky on the Rock"              | Choi Seong-soo                    | Choi Seong-soo                    | Kim Yeon-ji                       | 5:07                              |
| 2.                                | "Whisky on the Rock" (Inst.)      |                                   | Choi Seong-soo                    |                                   | 5:07                              |
| Tổng thời lượng:                  | Tổng thời lượng:                  | Tổng thời lượng:                  | Tổng thời lượng:                  | Tổng thời lượng:                  | 10:14                             |

### Phần 2
| Phát hành vào 16 tháng 4 năm 2022 | Phát hành vào 16 tháng 4 năm 2022    | Phát hành vào 16 tháng 4 năm 2022 | Phát hành vào 16 tháng 4 năm 2022 | Phát hành vào 16 tháng 4 năm 2022 | Phát hành vào 16 tháng 4 năm 2022 |
| STT                               | Nhan đề                              | Phổ lời                           | Phổ nhạc                          | Nghệ sĩ                           | Thời lượng                        |
| --------------------------------- | ------------------------------------ | --------------------------------- | --------------------------------- | --------------------------------- | --------------------------------- |
| 1.                                | "The Last" (마지막 너의 인사)        | Jihoon                            | Lee Seung-joo                     | Heize                             | 3:59                              |
| 2.                                | "The Last" (마지막 너의 인사; Inst.) |                                   | Lee Seung-joo                     |                                   | 3:59                              |
| Tổng thời lượng:                  | Tổng thời lượng:                     | Tổng thời lượng:                  | Tổng thời lượng:                  | Tổng thời lượng:                  | 7:58                              |

### Phần 3
| Phát hành vào 23 tháng 4 năm 2022 | Phát hành vào 23 tháng 4 năm 2022 | Phát hành vào 23 tháng 4 năm 2022 | Phát hành vào 23 tháng 4 năm 2022 | Phát hành vào 23 tháng 4 năm 2022 | Phát hành vào 23 tháng 4 năm 2022 |
| STT                               | Nhan đề                           | Phổ lời                           | Phổ nhạc                          | Nghệ sĩ                           | Thời lượng                        |
| --------------------------------- | --------------------------------- | --------------------------------- | --------------------------------- | --------------------------------- | --------------------------------- |
| 1.                                | "For Love" (봄 to 러브)           | Jihoon                            | Lee Seung-joo Choi In-hwan        | 10cm                              | 3:33                              |
| 2.                                | "For Love" (봄 to 러브; Inst.)    |                                   | Lee Seung-joo Choi In-hwan        |                                   | 3:33                              |
| Tổng thời lượng:                  | Tổng thời lượng:                  | Tổng thời lượng:                  | Tổng thời lượng:                  | Tổng thời lượng:                  | 7:06                              |

### Phần 4
| Phát hành vào 24 tháng 4 năm 2022 | Phát hành vào 24 tháng 4 năm 2022 | Phát hành vào 24 tháng 4 năm 2022 | Phát hành vào 24 tháng 4 năm 2022 | Phát hành vào 24 tháng 4 năm 2022 | Phát hành vào 24 tháng 4 năm 2022 |
| STT                               | Nhan đề                           | Phổ lời                           | Phổ nhạc                          | Nghệ sĩ                           | Thời lượng                        |
| --------------------------------- | --------------------------------- | --------------------------------- | --------------------------------- | --------------------------------- | --------------------------------- |
| 1.                                | "With You"                        | Jihoon                            | Rocoberry                         | Jimin (BTS) Ha Sung-woon          | 3:21                              |
| 2.                                | "With You" (Inst.)                |                                   | Rocoberry                         |                                   | 3:21                              |
| Tổng thời lượng:                  | Tổng thời lượng:                  | Tổng thời lượng:                  | Tổng thời lượng:                  | Tổng thời lượng:                  | 6:42                              |

### Phần 5
| Phát hành vào 7 tháng 5 năm 2022 | Phát hành vào 7 tháng 5 năm 2022   | Phát hành vào 7 tháng 5 năm 2022 | Phát hành vào 7 tháng 5 năm 2022 | Phát hành vào 7 tháng 5 năm 2022 | Phát hành vào 7 tháng 5 năm 2022 |
| STT                              | Nhan đề                            | Phổ lời                          | Phổ nhạc                         | Nghệ sĩ                          | Thời lượng                       |
| -------------------------------- | ---------------------------------- | -------------------------------- | -------------------------------- | -------------------------------- | -------------------------------- |
| 1.                               | "Remember Me" (기억해 줘요)        | Jihoon                           | Jo Ah-ra Steve DK                | Davichi                          | 3:44                             |
| 2.                               | "Remember Me" (기억해 줘요; Inst.) |                                  | Jo Ah-ra Steve DK                |                                  | 3:44                             |
| Tổng thời lượng:                 | Tổng thời lượng:                   | Tổng thời lượng:                 | Tổng thời lượng:                 | Tổng thời lượng:                 | 7:28                             |

### Phần 6
| Phát hành vào 8 tháng 5 năm 2022 | Phát hành vào 8 tháng 5 năm 2022 | Phát hành vào 8 tháng 5 năm 2022 | Phát hành vào 8 tháng 5 năm 2022 | Phát hành vào 8 tháng 5 năm 2022 | Phát hành vào 8 tháng 5 năm 2022 |
| STT                              | Nhan đề                          | Phổ lời                          | Phổ nhạc                         | Nghệ sĩ                          | Thời lượng                       |
| -------------------------------- | -------------------------------- | -------------------------------- | -------------------------------- | -------------------------------- | -------------------------------- |
| 1.                               | "By My Side" (내 곁에)           | Punch Jihoon                     | Punch riskypizza                 | Taeyeon                          | 3:47                             |
| 2.                               | "By My Side" (내 곁에; Inst.)    |                                  | Punch riskypizza                 |                                  | 3:47                             |
| Tổng thời lượng:                 | Tổng thời lượng:                 | Tổng thời lượng:                 | Tổng thời lượng:                 | Tổng thời lượng:                 | 7:34                             |

### Phần 7
| Phát hành vào 14 tháng 5 năm 2022 | Phát hành vào 14 tháng 5 năm 2022 | Phát hành vào 14 tháng 5 năm 2022 | Phát hành vào 14 tháng 5 năm 2022 | Phát hành vào 14 tháng 5 năm 2022 | Phát hành vào 14 tháng 5 năm 2022 |
| STT                               | Nhan đề                           | Phổ lời                           | Phổ nhạc                          | Nghệ sĩ                           | Thời lượng                        |
| --------------------------------- | --------------------------------- | --------------------------------- | --------------------------------- | --------------------------------- | --------------------------------- |
| 1.                                | "Happy Song"                      | Jihoon                            | Lee Seung-joo Choi In-hwan        | MeloMance                         | 3:57                              |
| 2.                                | "Happy Song" (Inst.)              |                                   | Lee Seung-joo Choi In-hwan        |                                   | 3:57                              |
| Tổng thời lượng:                  | Tổng thời lượng:                  | Tổng thời lượng:                  | Tổng thời lượng:                  | Tổng thời lượng:                  | 7:54                              |

### Part 8
| Phát hành vào 15 tháng 5 năm 2022 | Phát hành vào 15 tháng 5 năm 2022 | Phát hành vào 15 tháng 5 năm 2022 | Phát hành vào 15 tháng 5 năm 2022 | Phát hành vào 15 tháng 5 năm 2022 | Phát hành vào 15 tháng 5 năm 2022 |
| STT                               | Nhan đề                           | Phổ lời                           | Phổ nhạc                          | Nghệ sĩ                           | Thời lượng                        |
| --------------------------------- | --------------------------------- | --------------------------------- | --------------------------------- | --------------------------------- | --------------------------------- |
| 1.                                | "Star"                            | Jihoon                            | Lee Seung-joo Lee Ji-hye          | STAYC                             | 4:17                              |
| 2.                                | "Star" (Inst.)                    |                                   | Lee Seung-joo Lee Ji-hye          |                                   | 4:17                              |
| Tổng thời lượng:                  | Tổng thời lượng:                  | Tổng thời lượng:                  | Tổng thời lượng:                  | Tổng thời lượng:                  | 8:34                              |

## Tỷ lệ người xem
| Mùa | Mùa | Số tập | Số tập | Số tập | Số tập | Số tập | Số tập | Số tập | Số tập | Số tập | Số tập | Số tập | Số tập | Số tập | Số tập | Số tập | Số tập | Số tập | Số tập | Số tập | Số tập | Trung bình |
| Mùa | Mùa | 1      | 2      | 3      | 4      | 5      | 6      | 7      | 8      | 9      | 10     | 11     | 12     | 13     | 14     | 15     | 16     | 17     | 18     | 19     | 20     | Trung bình |
| --- | --- | ------ | ------ | ------ | ------ | ------ | ------ | ------ | ------ | ------ | ------ | ------ | ------ | ------ | ------ | ------ | ------ | ------ | ------ | ------ | ------ | ---------- |
|     | 1   | 1.845  | 2.026  | 1.966  | 2.215  | 1.724  | 1.909  | 1.924  | 2.334  | 2.088  | 2.612  | 2.473  | 2.413  | 2.270  | 2.598  | 2.274  | 2.667  | 2.416  | 2.852  | 2.899  | 3.419  | 2.346      |

| Tập | Ngày phát sóng      | Tỷ lệ người xem trung bình (Nielsen Korea) | Tỷ lệ người xem trung bình (Nielsen Korea) |
| Tập | Ngày phát sóng      | Toàn quốc                                  | Seoul                                      |
| --- | ------------------- | ------------------------------------------ | ------------------------------------------ |
| 1 | 9 tháng 4 năm 2022  | 7.324% (1st)                               | 8.107% (1st)                               |
| 2 | 10 tháng 4 năm 2022 | 8.736% (1st)                               | 10.189% (1st)                              |
| 3 | 16 tháng 4 năm 2022 | 7.897% (1st)                               | 9.022% (1st)                               |
| 4 | 17 tháng 4 năm 2022 | 9.182% (1st)                               | 10.064% (1st)                              |
| 5 | 23 tháng 4 năm 2022 | 7.126% (1st)                               | 7.233% (1st)                               |
| 6 | 24 tháng 4 năm 2022 | 7.722% (1st)                               | 7.870% (1st)                               |
| 7 | 30 tháng 4 năm 2022 | 7.913% (1st)                               | 8.721% (1st)                               |
| 8 | 1 tháng 5 năm 2022  | 9.559% (1st)                               | 10.329% (1st)                              |
| 9 | 7 tháng 5 năm 2022  | 8.810% (1st)                               | 9.303% (1st)                               |
| 10 | 8 tháng 5 năm 2022  | 11.242% (1st)                              | 12.119% (1st)                              |
| 11 | 14 tháng 5 năm 2022 | 10.397% (1st)                              | 10.725% (1st)                              |
| 12 | 15 tháng 5 năm 2022 | 10.796% (1st)                              | 11.112% (1st)                              |
| 13 | 21 tháng 5 năm 2022 | 10 (1st)                                   | 10.7 (1st)                                 |
| 14 | 22 tháng 5 năm 2022 | 10.9% (1st)                                | 11.3% (1st)                                |
| 15 | 28 tháng 5 năm 2022 | 10.1% (1st)                                | 10.6% (1st)                                |
| 16 | 29 tháng 5 năm 2022 | 11.8% (1st)                                | 12.6% (1st)                                |
| 17 | 4 tháng 6 năm 2022  | 10.2% (1st)                                | 10,3% (1st)                                |
| 18 | 5 tháng 6 năm 2022  | 12.5% (1st)                                | 13.2% (1st)                                |
| 19 | 11 tháng 6 năm 2022 | 12.13% (1st)                               | 13.2% (1st)                                |
| 20 | 12 tháng 6 năm 2022 | 14.6% (1st)                                | 15.7% (1st)                                |
| Trung bình | Trung bình          | %                                          | %                                          |
| - Trong bảng trên đây, số màu xanh biểu thị cho tỷ lệ người xem thấp nhất và số màu đỏ biểu thị cho tỷ lệ người xem cao nhất. - Bộ phim này được phát sóng trên hệ thống các kênh truyền hình cáp/trả phí nên số lượng người xem thấp hơn so với truyền hình miễn phí (ví dụ như KBS, SBS, MBC hay EBS). |                     |                                            |                                            |